# 千葉県の図書館一覧
千葉県の図書館一覧（ちばけんのとしょかんいちらん）は、千葉県にある図書館を一覧にしたものである。（学校図書館を除く）

## 千葉県中央エリア図書館一覧
- 千葉県立中央図書館（千葉市)

- 千葉市図書館
  - 千葉市中央図書館
  - 千葉市みやこ図書館
  - 千葉市花見川図書館
  - 千葉市稲毛図書館
  - 千葉市若葉図書館
  - 千葉市緑図書館
  - 千葉市美浜図書館

- 市原市立中央図書館

- 習志野市立図書館
  - 習志野市立中央図書館（旧・大久保図書館を改築し、旧・藤崎図書館を統合）
  - 習志野市立東習志野図書館
  - 習志野市立新習志野図書館
  - 習志野市立谷津図書館

- 八千代市立図書館
  - 八千代市立中央図書館
  - 八千代市立大和田図書館
  - 八千代市立八千代台図書館
  - 八千代市立勝田台図書館
  - 八千代市立緑が丘図書館

- 佐倉市立図書館
  - 佐倉市立佐倉図書館
  - 佐倉市立志津図書館
  - 佐倉市立佐倉南図書館

- 成田市立図書館

- 四街道市立図書館

- 八街市立図書館

- 富里市立図書館

- 茂原市立図書館

- 勝浦市立図書館

- 館山市図書館

- 鴨川市立図書館

- 南房総市千倉図書館

- 木更津市立図書館

- 君津市立中央図書館

- 袖ケ浦市立図書館
  - 袖ケ浦市立中央図書館
  - 袖ケ浦市立長浦おかのうえ図書館
  - 袖ケ浦市立平川図書館

- 酒々井町立図書館

- 大多喜町立大多喜図書館天賞文庫
- 富津市立図書館

### その他の公的図書館
- 千葉市
  - アジア経済研究所図書館

### 私立図書館
- 成田市
  - 成田山仏教図書館
- 御宿町
  - 一般財団法人五倫文庫（御宿町歴史民俗資料館内）

## 千葉県西部エリア図書館一覧
- 千葉県立西部図書館（松戸市）

- 市川市立図書館
  - 市川市中央図書館
    - 平田図書室

  - 市川市信篤図書館
  - 市川市行徳図書館
  - 市川市南行徳図書館
  - 市川市市川駅南口図書館

- 船橋市図書館
  - 船橋市中央図書館
  - 船橋市西図書館
  - 船橋市東図書館
  - 船橋市北図書館

- 浦安市立図書館
  - 浦安市立中央図書館
    - 堀江分館
    - 猫実分館
    - 富岡分館
    - 美浜分館
    - 当代島分館
    - 日の出分館
    - 高洲分館

- 松戸市立図書館

- 柏市立図書館

- 野田市立図書館
  - 野田市立興風図書館
  - 野田市立南図書館
  - 野田市立北図書館
  - 野田市立せきやど図書館

- 流山市立図書館
  - 流山市立中央図書館
    - 南流山分館
    - 北部分館
    - 初石分館

  - 流山市立森の図書館
  - 流山市立木の図書館
  - 流山市立おおたかの森こども図書館

- 我孫子市民図書館
  - 湖北台分館
  - 布佐分館

- 鎌ケ谷市立図書館

- 印西市立図書館
  - 印西市立大森図書館
  - 印西市立小林図書館
  - 印西市立そうふけ図書館
  - 印西市立小倉台図書館
  - 印西市立印旛図書館
  - 印西市立本埜図書館

- 白井市立図書館

## 千葉県東部エリア図書館一覧
- 千葉県立東部図書館（旭市）

- 銚子市公正図書館

- 香取市立図書館
  - 香取市立佐原中央図書館
  - 香取市立小見川図書館

- 匝瑳市立八日市場図書館

- 旭市図書館

- 東金市立東金図書館

- 山武市立図書館
  - 山武市成東図書館
  - 山武市さんぶの森図書館
  - 山武市松尾図書館

- 東庄町図書館

- 横芝光町立図書館

- 多古町立図書館

### 私立図書館
- 一般財団法人米本図書館